# John Martin
John Martin (n. 17 mai 1868, Glasgow, Regatul Unit al Marii Britanii și Irlandei – d. 27 iunie 1951) a fost un trăgător de tir ce a reprezentat Regatul Unit al Marii Britanii și al Irlandei de Nord, medaliat olimpic. A participat la o ediție a Jocurilor Olimpice (1908) în care a câștigat o medalie de argint.